# Licor 43
Licor 43  o simplemente Cuarenta y Tres  es un licor de origen de Cartagena, España, de color dorado, cuyo nombre hace alusión a sus 43 ingredientes, entre ellos vainilla y otras especias. Su sabor es dulce, y muy versátil, lo que hace que se pueda servir solo o mezclado. Contiene un 31 % de volumen de alcohol etílico.
Se elabora y se distribuye desde 1946 por la empresa Zamora Company en Cartagena, España. Sus fundadores fueron los hermanos Diego y Ángel Zamora Conesa junto con su cuñado Emilio Restoy. Actualmente, la empresa está dirigida por la tercera generación de descendientes de éstos, siendo por lo tanto una empresa 100% familiar.
Hasta mediados del año 2012 la fábrica se encontraba en la barriada de San Antón de Cartagena (Región de Murcia), pero los problemas ocasionados por los malos accesos propiciaron su traslado a una parcela de 27.311 metros cuadrados en el polígono industrial de Los Camachos, visible desde la autovía de Cartagena a La Manga del Mar Menor.
Dependiendo del país, suele beberse acompañado con hielo, con leche, con batido de vainilla, o mezclado con naranja, cola, lima o en cócteles. Un uso muy extendido es mezclado con Café expreso (café sólo). En la comarca del Campo de Cartagena se consume formando parte del café con leche asiático, denominado popularmente "asiático".
Licor 43 es el licor español más vendido en el mundo. Actualmente se comercializa en más de 70 países, principalmente en Europa del Norte, Estados Unidos, Puerto Rico y América Central.

## Recetas

### Barraquito
Echar un dedo de leche condensada, un dedo de Licor 43, un dedo de leche, un dedo de café solo y espuma de leche. Añadir corteza de limón, espolvorear canela y un grano de café. Todas las capas son perfectamente distinguibles.  

### Café asiático
Echar un dedo de leche condensada, entre uno y dos de brandy, entre un dedo y otro de Licor 43, terminar de llenar con café, agregar la canela, ralladuras de limón y granos de café.
Una variante consiste en flambear el brandy, junto a una pizca de azúcar con la canela y la corteza de limón.
El combinado es comúnmente servido en una copa especial, realizada en cristal más grueso del habitual para evitar que se rompa por alcanzar altas temperaturas y que ayuda a identificar las cantidades de cada ingrediente.

### Carajillo

#### Ingredientes
1. 59,14 ml (2 oz) de Licor 43
2. Una carga de café espresso
3. Hielos

#### Preparación
En una taza o vaso old fashioned con hielos, sirve el licor hasta un poco más de la mitad, añade una carga de espresso recién hecho.

### Sandrillo
Esta variación del carajillo nace en México en el año 2017 y consiste en un carajillo en el que se sustituye la carga de espresso por una medida igual de leche entera.

### Flipper
Un digestivo creado en 2017 en México de sabor vibrante y refrescante por el choque de sus elementos que crean un trago único. Se elabora mezclando Licor 43 y jugo de limón en partes iguales. Se sirve con hielo y también puede ser agitado.